# Am Grabe (Bruckner)
Am Grabe, WAB 2 ist eine Elegie von Anton Bruckner aus dem Jahr 1861 für Männerchor a cappella.

## Geschichte
Am Grabe ist eine überarbeitete a cappella Vertonung der Elegie Vor Arneths Grab, WAB 53. Die Elegie wurde bei der Beerdigung von Josephine Hafferl am 11. Februar 1861 aufgeführt.
Das Originalmanuskript befindet sich im Archiv der Liedertafel Frohsinn. Das Lied, das zuerst von Wöß, Universal Edition, 1924 publiziert wurde, wird in Band XXIII/2, Nr. 13 der Gesamtausgabe herausgegeben.
Darüber hinaus wurde auf einer undatierten Abschrift des Manuskripts eine autographe leichte Überarbeitung des Liedes gefunden (Mus.Hs. 2104).

## Musik
Die 21–Takte lange a cappella Besetzung verwarf die vierte Strophe von Marinellis Text.
Der Stimmenauszug der ersten zwei Strophen (Takte 1–8) ist fast identisch mit dem von Vor Arneths Grab. Die Partitur der dritten Strophe ist fünf Takte länger. Ab Takt 15 ist die Partitur anders und endet bei den Takten 19–21 gleichermaßen den Takten 26–28 der ursprünglichen Vertonung.
Eine Partitur mit einem weiteren Text von Gottfried Grote erschien 1961 bei Schott Music.
Lasset uns den Leib begraben,

überwindet Leid und Schmerz,

denkt der Hoffnung, die wir haben:

Gottes Weg führt heimatwärts.

Nicht für immer ist entschwunden,

der uns liebend war gesellt,

denn wer hier mit Gott verbunden,

freut sich dort der neuen Welt.

Drum laßt uns den Herren preisen,

der zum Heimgang ihn erwählt,

und an uns will treu beweisen,

daß im Leid sein Trost nicht fehlt.
Es gibt auch ein Arrangement von Jeff Reynolds für 4-stimmiges Posaunenensemble (mit optionaler Kontrabassposaune).

## Diskografie
Es gibt nur eine Aufnahme der kompletten Vertonung von Am Grabe:
- Łukasz Borowicz, Anton Bruckner: Requiem, RIAS Kammerchor Berlin, Akademie für Alte Musik Berlin – CD: Accentus ACC30474, 2019 - überarbeitete Fassung (Cohrs-Ausgabe, basierend auf dem Manuskript Mus.Hs. 2104).

NB: Auf CD LIVA 027, wurden nur die ersten beiden Strophen eingespielt.